# Славнов, Андрей Алексеевич
Андре́й Алексе́евич Славно́в (22 декабря 1939, Москва — 25 августа 2022, там же) — советский и российский физик-теоретик, действительный член РАН (2000; член-корреспондент АН СССР с 1987 года). Лауреат Государственной премии Российской Федерации (1995).

## Биография
В 1962 году с отличием окончил физический факультет Московского государственного университета имени М. В. Ломоносова. Кандидат физико-математических наук (1965); тема кандидатской диссертации «Некоторые вопросы теории векторных полей». Доктор физико-математических наук (1972); тема докторской диссертации «Перенормировки в теориях с нетривиальной внутренней симметрией». Профессор (1983), член-корреспондент АН СССР (1987), академик РАН (2000).
С 1992 по 2020 год руководил отделом теоретической физики Математического института имени В. А. Стеклова РАН. Также с декабря 1990 года заведовал кафедрой теоретической физики физического факультета МГУ.
Главный редактор журнала «Теоретическая и математическая физика». Член Экспертного совета ВАК (1985—1992). Член Международной ассоциации математической физики.
Опубликовал более 170 научных работ. Подготовил 15 кандидатов и 3 докторов наук.
Скончался 25 августа 2022 года. Похоронен в Москве на Введенском кладбище (участок 8).
Сын Никита (род. 1962) — заведующий отделом теоретической физики МИАН.

## Научные интересы
Основные труды по теоретической физике. Направления исследований: квантовая теория поля, калибровочные поля, общая теория систем со связями, непертурбативные методы, решёточные модели, вполне интегрируемые системы, конформно инвариантные теории, матричные модели.
Дал первое доказательство перенормируемости теории полей Янга — Миллса, лежащих в основе современной калибровочной теории взаимодействий элементарных частиц; вывел соотношения, получившие в мировой литературе название тождеств Славнова — Тейлора, которые играют ключевую роль в теории перенормировок калибровочных полей.
Внёс большой вклад в развитие непертурбативных методов в теоретической физике высоких энергий. Предложил новый подход к l/N-разложению и на его основе построил низкоэнергетическое действие для квантовой хромодинамики (КХД). Построил явно калибровочно-инвариантную решёточную формулировку стандартной модели, в которой отсутствует вырождение спектра фермионов.
В составе международной коллаборации исследовал температурные фазовые переходы конфайнмент-деконфайнмент в квантовой хромодинамике. В рамках проекта вычислена критическая температура фазового перехода в КХД с динамическими фермионами на решётке с рекордно малым шагом, обнаружено и изучено явление разрыва кварк-антикварковой струны при докритических температурах.

## Награды
- Государственная премия России (1995) — за монографию «Введение в квантовую теорию калибровочных полей» (совместно с Л. Д. Фаддеевым)
- Исследовательская премия Фонда Гумбольдта (Германия, 1999)
- Премия имени В. А. Фока (2007)[6]
- Премия имени И. Я. Померанчука (2013)[7] — за выдающийся вклад в исследование неабелевых калибровочных теорий, включая формулировку и доказательство перенормируемости
- Золотая медаль имени Н. Н. Боголюбова (2014)[8] — за выдающиеся результаты в области математики, теоретической физики и механики

## Монографии
- Славнов А. А., Фаддеев Л. Д. Введение в квантовую теорию калибровочных полей. — М.: Наука, 1978., 2-е изд., 1988 (книга была переведена на английский и испанский языки).